# Bob l'éponge
Cet article concerne la série d'animation comique. Pour le personnage principal de la série, voir Bob l'éponge (personnage).
Production
Diffusion
Chronologie
Rocko's Modern Life Kamp Koral : Bob la petite éponge
Bob l'éponge (SpongeBob SquarePants) ou Bob l'éponge carrée est une série d'animation comique américaine, créée par le biologiste, ancien professeur de biologie marine, et animateur Stephen Hillenburg, diffusée depuis le 1er mai 1999 sur Nickelodeon. La série est centrée sur les aventures d'une éponge jaune carrée anthropomorphe et de ses amis localisés au fond de l'océan Pacifique dans une ville nommée « Bikini Bottom » (littéralement « Le Bas du Maillot »).
C'est la série qui a la plus forte audience de la chaîne de télévision Nickelodeon, la plus grande distribution sur Paramount Media Network et l'une des séries plus regardées au niveau mondial. Au niveau international, Bob l'éponge est diffusé dans 208 pays.
En France, la série est diffusée du 14 septembre 2000 au 31 décembre 2009 sur Télétoon+ puis du 1er juillet 2002 au 12 janvier 2014 dans les émissions TF! et TFOU sur TF1, puis du 30 septembre 2003 au 2 janvier 2005 sur Canal J, puis depuis le 16 novembre 2005 sur Nickelodeon France, puis du 21 février au 7 mars 2015 dans l'émission Ludo sur France 3 avec la saison 9, depuis le 10 juillet 2021 sur Gulli et depuis le 15 juillet 2025 sur NickToons.
Plusieurs films dérivés de la série sont sortis : comme le 19 novembre 2004, Bob l'éponge, le film, le 6 février 2015, Bob l'éponge, le film : Un héros sort de l'eau et le 14 août 2020, Bob l'éponge, le film : Éponge en eaux troubles.

## Synopsis

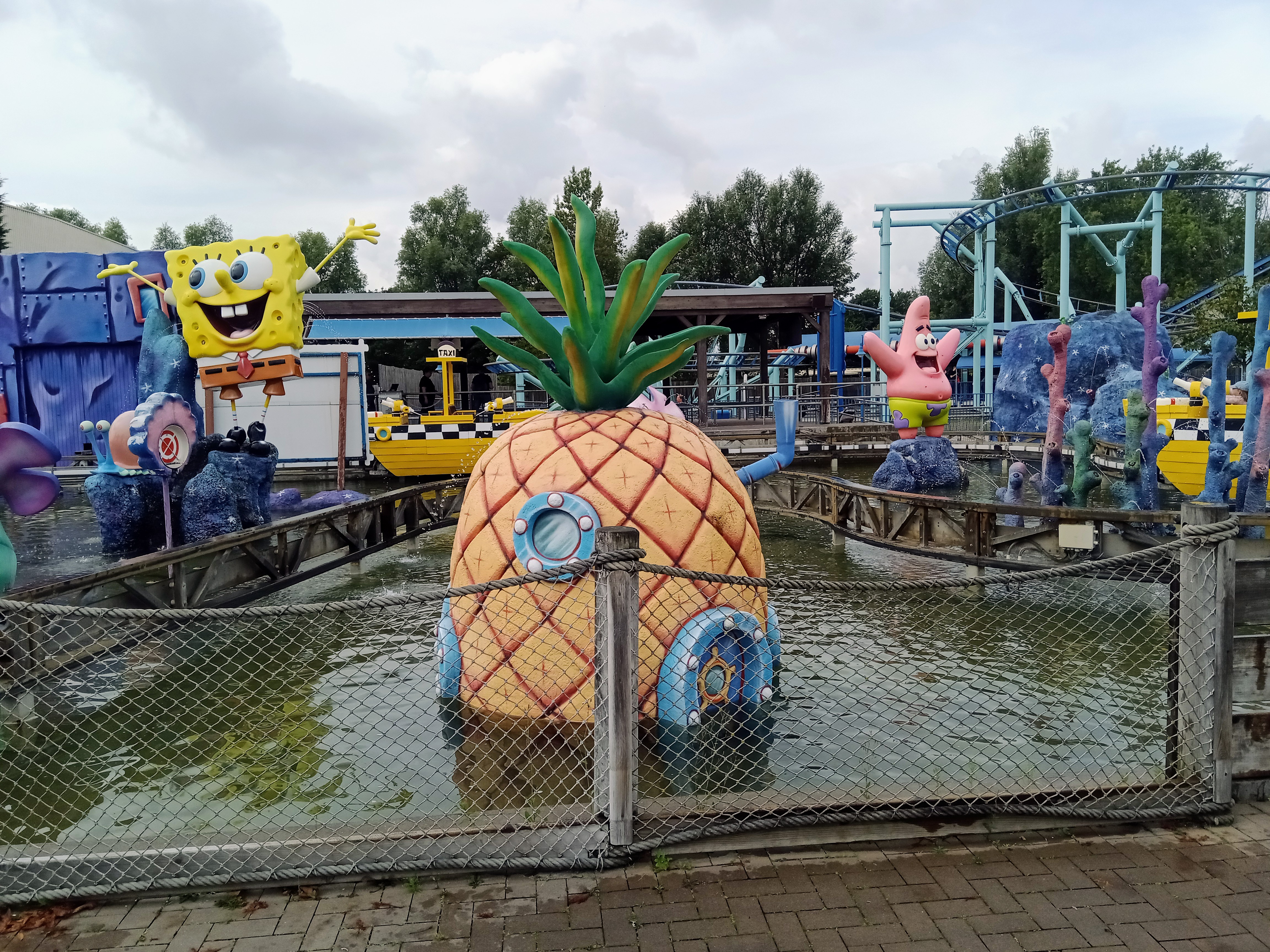
L'attraction SpongeBob SquarePants Splash Bash à Movie Park Germany représentant de gauche à droite Bob l'éponge, sa maison en forme d'ananas et Patrick Étoile de mer.

Bob l'éponge est une éponge de mer carrée énergique, optimiste et très comique qui vit dans un ananas, au fond de la mer (sous la mer des Sargasses, cité dans l'épisode Bob, le roi de la fête) avec son escargot Gary (celui-ci miaule, mais il parle dans quelques épisodes). Bob travaille en tant que cuistot au Crabe Croustillant (Krusty Krab dans la version originale), un restaurant dirigé par le capitaine Eugène Krabs, un crabe vétéran de la guerre, cupide, radin, possessif mais néanmoins sympathique. Sa spécialité est un hamburger au crabe plus connu sous le nom de « pâté de crabe », dont la recette secrète n'est connue de personne, pas même de Bob puisqu'il est montré dans certains épisodes que Krabs lui interdit d'apprendre la formule. M. Krabs a une fille baleine, nommée Pearl, une majorette adolescente. L'ennemi de M. Krabs se nomme Sheldon Plankton, un petit copépode vert qui possède un restaurant bas de gamme nommé le Seau de l'enfer (Chum Bucket dans la version originale) en face de celui du Capitaine Krabs. Plankton passe la majeure partie de son temps à tenter de voler la recette secrète de Krabs, mais ses plans échouent à chaque fois malgré l'aide de sa « femme » ordinateur nommée Karen qui essaie également de concevoir des plans.
Habitant à côté de chez Bob, il y a aussi son ami Patrick Étoile de mer, une sympathique étoile de mer rose qui a pour maison un rocher. Habitant entre les deux compères, Carlo Tentacule, un calamar arrogant, égoïste et peu sociable, vit dans un moaï de l'Île de Pâques et déteste profondément ses voisins (spécialement Bob l'éponge) à cause de leur comportement immature et du bruit qu'ils peuvent parfois engendrer. Il adore jouer de la clarinette et peindre ses autoportraits. Une autre amie proche de Bob l'éponge est Sandy Écureuil, un écureuil venant du Texas. Sandy est une experte en karaté, en rodéo et vit dans un dôme sous l'eau. Lorsqu'elle est sous l'eau, elle porte une sorte de combinaison d'astronaute, car elle ne peut pas respirer sous l'eau.

## Production

### Origines et histoire
Le créateur Stephen Hillenburg conçoit initialement Bob l'éponge en 1984, alors qu'il enseignait et étudiait la biologie marine à ce qui est actuellement l'Orange County Ocean Institute. Durant cette période, Hillenburg devient fasciné par l'animation, et écrit une bande dessinée intitulée The Intertidal Zone, représentant un nombre de personnages marins anthropomorphes, dont la plupart sont actuellement représentés en tant que personnages de la série Bob l'éponge, incluant Bob l'éponge, qui était au départ un personnage secondaire aux allures d'éponge de mer, loin de l'éponge domestique qu'il est actuellement. En 1987, Hillenburg quitte l'institut pour poursuivre ses ambitions d'animateur,, et débute dans la conception de ses personnages en dessinant. En 1992, Hillenburg étudie l'animation à la California Institute of the Arts grâce à Jules Engel (celui-ci ayant été impressionné par les précédents travaux d'Hillenburg),.
Après ses études dans l'animation, Hillenburg trouve un travail dans la série télévisée pour enfants intitulée Grimmy, sur laquelle il travaille de 1991 à 1993. Peu de temps après, il produit son propre film intitulé Wormholes. En 1993, Hillenburg apprend désormais l'animation expérimentale. En 1995, Joe Murray, créateur de Rocko's Modern Life, rencontre Hillenburg lors d'un festival d'animation et lui offre la possibilité d'animer la série,,,. Hillenburg rejoint ensuite la série animée de Nickelodeon en tant que scénariste, producteur et dessinateur de la troisième saison,,.
Rocko's Modern Life se termine en 1996. Peu après, Hillenburg commence ses travaux sur Bob l'éponge, en compagnie d'anciens animateurs de Nickelodeon et de membres de la série Rocko. Pour doubler la voix de Bob l'éponge, Hillenburg fait appel à Tom Kenny, qui avait déjà travaillé auparavant avec lui sur Rocko's Modern Life. Originellement, Bob l'éponge est nommé en version originale SpongeBoy (Garçon éponge), mais ce nom est déjà pris, comme le découvre l'équipe après seulement 7 minutes de doublage dans le premier épisode en 1998. Nickelodeon estime alors que la série ne peut être diffusée en l'état. Hillenburg décide en conséquence de renommer son personnage principal, toujours avec le mot « éponge » : ce sera « Bob l'éponge » et il lui choisit « SquarePants » comme nom de famille.
La série est diffusée pour la première fois aux États-Unis sur Nickelodeon après la diffusion de la douzième cérémonie du Kids' Choice Awards. Les premiers épisodes sont Bienvenue à bord, Le Grand Nettoyage et Asphyxies en chaîne. L'avant-première « officielle » de la série est diffusée le 17 juillet 1999 suivant les épisodes Sculptures sur bulles et Un nouveau comique. En 2000, la popularité de la série s'accroît. Le 14 novembre 2004, le tout premier film de la série est diffusé au cinéma. Un deuxième film, Bob l'éponge, le film : Un héros sort de l'eau, sort le 28 janvier 2015, puis un troisième film est prévu, initialement pour le 29 juillet 2020, mais à cause de la pandémie de Covid-19, sa sortie ne se fera que sur la plateforme de vidéo en ligne Netflix. Bob l'éponge est relancé pour une treizième saison le 14 juillet 2019.
Le 24 mars 2022, la série a été renouvelée pour une 14e saison.

### Déroulements
L’histoire de Bob l’éponge se passe à Bikini Bottom, une ville située dans l'océan Pacifique représentant la véritable vie marine de l'atoll de Bikini. Stephen Hillenburg explique qu'une grande partie de Bikini Bottom est fondée sur le véritable mode de vie de Seattle. La plupart de ces contextes sont représentés dans les épisodes ; cependant, malgré l'implication de la ville, il explique qu'il souhaite quitter cette ville isolée du monde réel, ce qui explique la scène parodique de la série Alerte à Malibu dans le film Bob l'éponge, le film,. Les citoyens de Bikini Bottom vivent pour la majorité dans des bâtiments, et utilisent des « bateaux-mobiles », un mélange de voiture et de bateau, comme mode de transport. L'anthropomorphisme des personnages peut être dû à une radiation causée par le champignon de la bombe atomique Baker.

### Équipe technique
Stephen Hillenburg est le show runner de la série de 1999 à 2004, mais aussi producteur exécutif et scénariste de certains épisodes. La production est ralentie à partir de 2003 afin de préparer l'adaptation au cinéma. Après le succès du film et la saison 3, Hillenburg souhaite clore la série, mais la chaîne Nickelodeon désire plus d'épisodes. Stephen Hillenburg lègue alors le rôle de show runner à Paul Tibbitt : scénariste, producteur et animateur de la série. Hillenburg reste néanmoins producteur exécutif.
La saison 4 connaît également un changement de directeur de la création : Vincent Waller, artiste de storyboards et scénariste remplace Derek Drymon. Cette saison voit également de nombreux départs et arrivées dans l'équipe des scénaristes. En décembre 2014, il est annoncé sur Twitter que Stephen Hillenburg, créateur de la série, allait retourner travailler sur la série en 2015.

## Fiche technique
Sauf indication contraire, les informations mentionnées dans cette section peuvent être confirmées par la base de données cinématographiques IMDb,  présente dans la section « Liens externes ».
- Titre français : Bob l'éponge
- Titre original : SpongeBob SquarePants
- Création : Stephen Hillenburg
- Réalisation : Aaron Springer, Paul Tibbitt
- Scénario : Aaron Springer, Paul Tibbitt, Doug Lawrence, Casey Alexander, Zeus Cervas, Richard Pursel, Derek Iverson, Dani Michaeli, Luke Brookshier, Nate Cash, Sean Charmatz, Steven Banks, Tuck Tucker, Tom King, Vincent Waller
- Direction artistique : Derek Drymon (saison 1-3),  Vincent Waller (depuis  la saison 4)
- Musique :
  - Compositeur(s): Steve Belfer, Nicolas Carr, Sage Guyton, Jeremy Wakefield, Brad Carow (1999–2002), The Blue Hawaiians (1999–2002), Eban Schletter (depuis 2000), Barry Anthony (2006–2015)
  - Compositeur(s) de musique thématique : Derek Drymon, Mark Harrison, Stephen Hillenburg, Blaise Smith
  - Thème d'ouverture : SpongeBob SquarePants Theme Song par Patrick Pinney
  - Thème de fermeture : SpongeBob Closing Theme écrit par Steve Belfer et Nicolas Carr
- Production :
  - Producteur(s) : Donna Castricone (1999–2002),  Helen Kafatic (2002–2004),  Anne Michaud (2001),  Dina Buteyn (2005–2010),  Jennie Monica Hammond
  - Producteur(s) exécutif : Stephen Hillenburg, Paul Tibbitt (2008–2017)
  - Coproducteur(s) exécutif : Paul Tibbitt (2006–2008)
  - Supervision de la production : Derek Drymon (2002–2004),  Paul Tibbitt (2005–2015),  Marc Ceccarelli (depuis 2015),  Vincent Waller (depuis 2015)
- Société(s) de production : Rough Draft Studios, United Plankton Pictures, Nickelodeon Animation Studio
- Société(s) de distribution : ViacomCBS Domestic Media Networks
- Pays d'origine :  États-Unis
- Langue originale : Anglais
- Format :
  - Format image : 480i (4:3 SDTV) (1999–2012), 1080i (16:9 HDTV) (2009, depuis 2012)
  - Format audio : Advantage Audio Services (Stéréo) (NTSC) (1999–2012), Dolby Surround 5.1 (NTSC) (2009, depuis 2012)
- Genre : comédie, série d'animation, aventure, slapstick
- Durée : 22–23 minutes
- Diffusion :  États-Unis,  Canada,  Québec,  France
- Public : Tout public

## Épisodes
Chaque épisode de Bob l'éponge est constitué de 1 à 3 épisodes individuels (le plus généralement 2). À la fin de la saison 7, 158 épisodes et 293 épisodes individuels avaient été diffusés. La saison 14 a démarré le 2 novembre 2023 aux États-Unis et devrait comporter 26 nouveaux épisodes.
| Saison | Saison | Épisodes | États-Unis       | États-Unis        | France            | France            |
| Saison | Saison | Épisodes | Début de saison  | Fin de saison     | Début de saison   | Fin de saison     |
| ------ | ------ | -------- | ---------------- | ----------------- | ----------------- | ----------------- |
|        | 1      | 41       | 1er mai 1999     | 3 mars 2001       | 16 novembre 2005  | 19 novembre 2005  |
|        | 2      | 39       | 26 octobre 2000  | 26 juillet 2003   | 20 décembre 2005  | 19 janvier 2006   |
|        | 3      | 37       | 5 octobre 2001   | 11 octobre 2004   | 5 juin 2006       | 8 juin 2006       |
|        | 4      | 38       | 6 mai 2005       | 24 juillet 2007   | 19 septembre 2006 | 15 octobre 2007   |
|        | 5      | 41       | 19 février 2007  | 19 juillet 2009   | 5 janvier 2009    | 9 janvier 2010    |
|        | 6      | 47       | 3 mars 2008      | 5 juillet 2010    | 6 juin 2009       | 10 avril 2010     |
|        | 7      | 50       | 19 juillet 2009  | 11 juin 2011      | 5 janvier 2011    | 25 janvier 2012   |
|        | 8      | 47       | 26 mars 2011     | 6 décembre 2012   | 3 octobre 2012    | 30 mai 2014       |
|        | 9      | 49       | 21 juillet 2012  | 20 février 2017   | 6 octobre 2014    | 8 avril 2017      |
|        | 10     | 22       | 15 octobre 2016  | 2 décembre 2017   | 8 avril 2017      | 7 avril 2018      |
|        | 11     | 50       | 24 juin 2017     | 25 novembre 2018  | 28 octobre 2017   | 13 avril 2019     |
|        | 12     | 53       | 11 novembre 2018 | 29 avril 2022     | 13 avril 2019     | 15 novembre 2022  |
|        | 13     | 54       | 22 octobre 2020  | 1er novembre 2023 | 6 mars 2022       | 1er décembre 2023 |
|        | 14     | 22       | 2 novembre 2023  | 2 décembre 2024   | 29 avril 2024     | 12 décembre 2024  |
|        | 15     | À venir  | 24 juillet 2024  | À venir           | 11 novembre 2024  | À venir           |

### Diffusion en France
La série commence sa diffusion sur Télétoon+ en 2000. Elle est ensuite diffusée sur TF1 le 1er juillet 2002 dans TF! Jeunesse.
Du 1er septembre 2003 au 2 janvier 2005, Canal J diffuse également la série.
Le 16 novembre 2005, la chaîne Nickelodeon est créée en France, il s'agit de la déclinaison française de Nickelodeon. Bob l'éponge y est diffusée à partir du 16 novembre 2005.
Nickelodeon diffuse les saisons inédites du lundi au vendredi à 18h25, quant aux rediffusions elles sont à 7 h 40, 11 h 25 et 16 h 20.
Télétoon+ cesse la diffusion de la série en 2008 et TF1 en 2014.
Après l'arrêt de diffusion sur TF1, France 3 acquiert les droits de diffusion de la saison 9 en 2015. Cette diffusion sur la chaîne ne dure que quelques mois.
En juillet 2019, pour fêter les 20 ans de la série, Nickelodeon change entièrement son habillage aux couleurs de Bob l'éponge. Aussi en diffusant tous les samedis à 8h45 un marathon des meilleurs épisodes de Bob l’éponge et notamment l'épisode spécial Bob l'éponge : le grand anniversaire le 13 juillet,.
Depuis le 10 juillet 2021, Gulli diffuse également Bob l'éponge.

## Distribution

### Voix originales

#### Personnages principaux
- Bob l'éponge/Gary l'escargot : Tom Kenny
- Patrick l'étoile de mer : Bill Fagerbakke
- Carlo Tentacule : Rodger Bumpass
- Eugène Krabs : Clancy Brown
- Sheldon Jr. Plankton : Mr. Lawrence
- Karen Plankton : Jill Talley
- Sandy l'écureuil : Carolyn Lawrence
- Mme Puff : Mary Jo Catlett
- Pearl Krabs : Lori Alan

#### Personnages récurrents
- Patchy le pirate/Camarade de classe 2/Le narrateur/Harold l'éponge, le père de Bob l'éponge : Tom Kenny
- Potty le perroquet/Camarade de classe 1 : Stephen Hillenburg
- L'Homme Sirène/Camarade de classe : Ernest Borgnine
- Bernard l'Hermite/Poisson : Tim Conway
- Le Hollandais volant/Poisson/Fille 1 : Brian Doyle-Murray
- Le roi Neptune/Poisson 1/Poisson 2 : John O'Hurley puis Jeffrey Tambor
- Perch Perkins/Poisson 1 : Dee Bradley Baker
- Larry le Homard/Directeur/Distributeur de jeu : Mr Lawrence
- Margaret l'éponge, la mère de Bob l'éponge/Mme Krabs : Sirena Irwin
- Grand-mère éponge, la mamie de Bob l'éponge : Marion Ross
- Garçon 1/Garçon 2 : Paul Tibbitt
- Squilliam Fancyson/Voix du jeu : Dee Bradley Baker
- Man Ray/Voix off : John Rhys-Davies
- La Bulle infernale/Fille 1/Fille 2 : Bob Joles

#### Voix originales variées
- Nika Futterman
- Dee Bradley Baker
- Tom Kenny
- Carlos Alazraqui
- Wilmer Valderrama
- Kath Soucie

### Voix françaises

#### Personnages principaux
| Acteurs            | Personnages                                         | Saisons | Saisons | Saisons | Saisons | Saisons | Saisons | Saisons | Saisons | Saisons | Saisons | Saisons | Saisons | Saisons | Saisons | Saisons |
| Acteurs            | Personnages                                         | 1       | 2       | 3       | 4       | 5       | 6       | 7       | 8       | 9       | 10      | 11      | 12      | 13      | 14      | 15      |
| ------------------ | --------------------------------------------------- | ------- | ------- | ------- | ------- | ------- | ------- | ------- | ------- | ------- | ------- | ------- | ------- | ------- | ------- | ------- |
| Sébastien Desjours | Bob l'éponge                                        |         |         |         |         |         |         |         |         |         |         |         |         |         |         |         |
| Érik Colin         | Patrick l'étoile de mer                             |         |         |         |         |         |         |         |         |         |         |         |         |         |         |         |
| Boris Rehlinger    | Patrick l'étoile de mer                             |         |         |         |         |         |         |         |         |         |         |         |         |         |         |         |
| Henri Courseaux    | Carlo Tentacule                                     |         |         |         |         |         |         |         |         |         |         |         |         |         |         |         |
| Michel Mella       | Carlo Tentacule                                     |         |         |         |         |         |         |         |         |         |         |         |         |         |         |         |
| Michel Bedetti     | Eugène Krabs/Sheldon Jr. Plankton                   |         |         |         |         |         |         |         |         |         |         |         |         |         |         |         |
| Michèle Lituac     | KarenPlankton/Sandy l'écureuil/Mme Puff/Pearl Krabs |         |         |         |         |         |         |         |         |         |         |         |         |         |         |         |
| Hélène Chanson     | KarenPlankton/Sandy l'écureuil/Mme Puff/Pearl Krabs |         |         |         |         |         |         |         |         |         |         |         |         |         |         |         |

Légendes :
- Acteur/Actrice de doublage présent(e) pendant les saisons
- Acteur/Actrice de doublage absent(e) pendant les saisons

#### Personnages récurrents
| Acteurs                                             | Personnages                      | Saisons | Saisons | Saisons | Saisons | Saisons | Saisons | Saisons | Saisons | Saisons | Saisons | Saisons | Saisons | Saisons |
| Acteurs                                             | Personnages                      | 1       | 2       | 3       | 4       | 5       | 6       | 7       | 8       | 9       | 10      | 11      | 12      | 13      |
| --------------------------------------------------- | -------------------------------- | ------- | ------- | ------- | ------- | ------- | ------- | ------- | ------- | ------- | ------- | ------- | ------- | ------- |
| Henri Courseaux                                     | Patchy le pirate                 |         |         |         |         |         |         |         |         |         |         |         |         |         |
| Michel Bedetti                                      | Patchy le pirate                 |         |         |         |         |         |         |         |         |         |         |         |         |         |
| Henri Courseaux                                     | Potty le perroquet               |         |         |         |         |         |         |         |         |         |         |         |         |         |
| Michel Bedetti                                      | Potty le perroquet               |         |         |         |         |         |         |         |         |         |         |         |         |         |
| Renaud Durand                                       | Potty le perroquet               |         |         |         |         |         |         |         |         |         |         |         |         |         |
| Érik Colin                                          | Le narrateur                     |         |         |         |         |         |         |         |         |         |         |         |         |         |
| Christophe Lemoine                                  | Le narrateur                     |         |         |         |         |         |         |         |         |         |         |         |         |         |
| Michel Bedetti                                      | L'Homme Sirène/Bernard l'Hermite |         |         |         |         |         |         |         |         |         |         |         |         |         |
| Érik Colin                                          | Le Hollandais volant             |         |         |         |         |         |         |         |         |         |         |         |         |         |
| Paul Borne                                          | Le Hollandais volant             |         |         |         |         |         |         |         |         |         |         |         |         |         |
| Michel Bedetti                                      | Le roi Neptune                   |         |         |         |         |         |         |         |         |         |         |         |         |         |
| Michel Bedetti                                      | Larry le homard                  |         |         |         |         |         |         |         |         |         |         |         |         |         |
| Renaud Durand                                       | Larry le homard                  |         |         |         |         |         |         |         |         |         |         |         |         |         |
| Michel Bedetti                                      | Harold Éponge                    |         |         |         |         |         |         |         |         |         |         |         |         |         |
| Michèle Lituac, Hélène Chanson puis Barbara Beretta | Margaret Éponge                  |         |         |         |         |         |         |         |         |         |         |         |         |         |
| Michèle Lituac                                      | Grand-mère éponge                |         |         |         |         |         |         |         |         |         |         |         |         |         |
| Henri Courseaux, Renaud Durand puis Michel Mella    | Guillaume Calmarchic             |         |         |         |         |         |         |         |         |         |         |         |         |         |
| Michel Bedetti                                      | L'Homme Laser                    |         |         |         |         |         |         |         |         |         |         |         |         |         |
| Érik Colin                                          | L'Homme Laser                    |         |         |         |         |         |         |         |         |         |         |         |         |         |
| Renaud Durand                                       | La Bulle infernale               |         |         |         |         |         |         |         |         |         |         |         |         |         |
| ???                                                 | Dennis                           |         |         |         |         |         |         |         |         |         |         |         |         |         |

Légendes:
- Acteur/Actrice de doublage présent(e) pendant les saisons
- Acteur/Actrice de doublage absent(e) pendant les saisons

#### Voix additionnelles et adaptation
Les voix additionnelles comprennent : Pierre-François Pistorio, Renaud Durand, Patrice Baudrier, Barbara Beretta, Patrick Mancini, Alexis Tomassian, Vincent Ropion, Paul Borne, Arnaud Denissel, Christophe Lemoine, Daniel Fica, Donald Reignoux, Hervé Grull, Alan Aubert (Gary), Adeline Chetail, Thierry Kazazian, Alexandre Nguyen, Constantin Pappas, Emmanuel Rausenberger, Magali Rosenzweig, Stéphane Roux, Sébastien Saramago, Antoine Schoumsky, Franck Sportis, Michel Voletti (David Hasselhoff), Michel Dodane (l'interprète du générique) et Laurent Morteau.
L'adaptation est de : Laurence Vignes, Anne Eryac, Daniel Fica, William Coryn, Nathalie Castellani, Sylvie Cerf, et Edwige Chandelier.

#### Société de doublage
Le studio SOFI s'occupait originellement du doublage de la série. En 2009, la société de doublage est mise en liquidation judiciaire et ferme ses portes. Dôme Productions reprend le doublage. À partir de la neuvième saison, Lylo Post Production s'occupe du doublage de Bob l'éponge.

## Accueil
Bob l'éponge est la première émission de télévision Nickelodeon à « petit budget », d'après la chaîne, à devenir très populaire. Les autres séries à petit budget, selon la société Nickelodeon, n'ont jamais atteint une telle popularité, ni d'audience très élevée. Après la diffusion de la première saison en 1999, la série atteint une popularité inouïe chez les téléspectateurs tant auprès des adultes que des enfants, en devenant l'émission no 1 à la télévision linéaire pour les enfants de 6 à 11 ans et les enfants de 9 à 14 ans toute chaîne confondu, ainsi que le programme de Nickelodeon le plus regardé chez les adultes de plus de 18 ans. Bob l'éponge est à ce stade la série télévisée la mieux notée chez les adultes de 18 à 24 sur la télévision linéaire et également l'une des émissions les plus regardée par les adultes de 25 à 49 ans.
Depuis lors, la série rassemble une quantité de téléspectateurs remarquable chaque mois sur Nickelodeon, 28 millions au cours des années 2000 à plus de 50 millions depuis les années 2020. Faisant de Bob l'éponge l'un des programmes les plus regardée des États-Unis.
Elle atteint par la suite un succès mondial durant l’année 2003 jusqu'à devenir la série animée la plus regardée de l'histoire de la télévision.
Bob l'éponge, malgré la concurrence, a su préserver sa place de numéro 1, que ce soit au niveau des audiences qu’au plan marketing. Notamment devant des émissions de Nickelodeon qui ont attiré une audience « plus âgée » ; tel que Mes parrains sont magiques, une sitcom ayant gagné une popularité similaire en 2001, Drake et Josh qui était régulièrement classés parmi les 10 émissions câblées les plus regardées du pays. iCarly qui était considérée comme la série familiale la plus regardée. Rudy à la craie et Les Tortues Ninja deux dessins animés à succès de la chaîne et Bienvenue chez les loud la première série qui arrive à rafler la popularité de Bob l'éponge. Mais également devant des séries d'autres chaînes comme Pokémon, Les Simpson ou South Park.
Sur le site Internet IGN, la série est listée neuvième dans son top 100.
Le programme est également connu pour avoir illustré l'apparition de maintes stars tel que le chanteur de rock britannique David Bowie, étant l'invité spécial de l'épisode L’amulette d’Atlantis, qui est diffusé le 18 novembre 2007 aux États-Unis. L'épisode recense un total de 9,2 millions de téléspectateurs, la plus grande audience de l'émission. L'émission devient si populaire auprès des adolescents et adultes que la série est finalement diffusée sur MTV et Spike TV. L'émission Ren et Stimpy, parmi d'autres, a suivi le même type de diffusion. L'acteur David Hasselhoff fait une courte apparition dans Bob l'éponge, le film montrant une parodie de son rôle dans Alerte à Malibu.
| Saison | Début de saison   | Début de saison | Début de saison | Fin de saison     | Fin de saison   | Fin de saison |
| Saison | Date de diffusion | Téléspectateurs | Ref.            | Date de diffusion | Téléspectateurs | Ref.          |
| ------ | ----------------- | --------------- | --------------- | ----------------- | --------------- | ------------- |
| 1      | 1er mai 1999      | 6 900 000       | [ 33 ]          | 8 avril 2000      | NC              | NC            |
| 2      | 2 novembre 2000   | NC              | NC              | 12 octobre 2001   | NC              | NC            |
| 3      | 22 mars 2002      | NC              | NC              | 11 octobre 2004   | NC              | NC            |
| 4      | 6 mai 2005        | 2 600 000       | [ 34 ]          | 19 février 2007   | NC              | NC            |
| 5      | 13 avril 2007     | NC              | NC              | 23 novembre 2007  | NC              | NC            |
| 6      | 6 juin 2008       | 4 030 000       | [ 35 ]          | 5 juillet 2010    | 5 180 000       | [ 36 ]        |
| 7      | 19 juillet 2009   | 4 950 000       | [ 37 ]          | 26 février 2011   | 4 800 000       | [ 38 ]        |
| 8      | 18 juillet 2011   | NC              | NC              | 8 octobre 2012    | 2 760 000       | [ 39 ]        |
| 9      | 21 juillet 2012   | 3 700 000       | [ 40 ]          | 3 décembre 2016   | 2 120 000       | [ 41 ]        |
| 10     | 15 octobre 2016   | 1 770 000       | [ 42 ]          | 7 octobre 2017    | 1 810 000       | [ 43 ]        |
| 11     | 23 septembre 2017 | 1 920 000       | [ 44 ]          | 18 novembre 2018  | 1 380 000       | [ 45 ]        |
| 12     | 11 novembre 2018  | 1 400 000       | [ 46 ]          | -                 | -               | -             |
| 13     | 22 octobre 2020   | 850 000         |                 |                   |                 |               |

### Presse spécialisée
En 2005, une vidéo promotionnelle montre Bob l'éponge, parmi d'autres personnages d'émissions télévisées, chantant pour promouvoir la diversité et la tolérance. La série est attaquée par un groupe évangélique notoirement homophobe aux États-Unis car le personnage est aperçu faisant la promotion de l'homosexualité. James Dobson de l'association Focus on the Family accuse les éditeurs de la vidéo d'encourager l'homosexualité. La série est également attaquée en Ukraine par des organisations religieuses pour sa « propagande de l'homosexualité ». Les autorités ukrainiennes étudient la question.
L'incident conduit les téléspectateurs à se demander si le personnage est homosexuel. En 2003, le créateur de Bob l'éponge, Stephen Hillenburg, dénie catégoriquement ces accusations avec l'affirmation que l'homosexualité est inexistante dans la série, bien que la popularité de la série se soit agrandie chez les homosexuels. Il clarifie que son personnage ne peut être que « asexuel »,. Après les commentaires de Dobson, Hillenburg répète que la préférence sexuelle n'a jamais été pensée lors de la création de l'émission. Tom Kenny et d'autres membres de la production étaient choqués et surpris d'entendre que de tels propos ont pu être pensés. Dobson explique plus tard que son commentaire était sorti de son contexte et que sa plainte ne portait ni sur Bob l'éponge ou les autres personnages, ni sur la vidéo, mais sur l'organisation qui a sponsorisé la vidéo, We Are Family Foundation. En août 2012, la commission nationale chargée de la protection de la moralité publique en Ukraine envisage d'interdire la diffusion du dessin animé, car la proximité entre Bob l'éponge et Patrick Étoile de mer ferait l'apologie de l'homosexualité. Cependant cela n'est resté qu'une simple théorie confirmée fausse plus tard, puisque la production avait expliqué que Bob l'éponge était hétérosexuel, voire asexuel, cela s'étant confirmé avec plusieurs scènes de la série tel que le mariage de Bob l'éponge et Sandy, en soulignant également qu'il a été révélé dans la série que Patrick ne pouvaient aimer que les sirènes[réf. nécessaire].
Au niveau du comportement, James Poniewozik du Time Magazine décrit le personnage principal comme « l'anti- Bart Simpson, par tempérament et physiquement : sa tête est aussi carrée et soignée que celle de Bart est indisciplinée, et il a une personnalité qui va avec - consciencieux, optimiste et aveugle à l'esprit". défauts du monde et de ceux qui l'entourent ». Bob l'éponge est largement salué, en particulier pour son attrait et ses qualités à attirer tous les types d'âges, dans le monde entier autant d'adultes que d'enfants regarde la série, en Amérique les adultes sont majoritaires aux épisodes inédits, mais aux rediffusions les enfants reviennent plus nombreux.
Les critiques de télévision Alan Sepinwall et Matt Zoller Seitz classent Bob l'éponge comme la 9e plus grande série télévisée américaine de tous les temps dans leur liv TV de 2016 (the Book). Dans une interview en 2007, Barack Obama déclare que Bob l'éponge était non seulement sa série préférée mais également son personnage de télévision favoris et admet que Bob l'éponge est « la série que je regarde avec mes filles »[réf. nécessaire].
Effectivement Bob l'éponge reçoit depuis ses débuts de bonnes critiques, elle est la série la mieux notée de Nickelodeon et l'objet le plus rentable de Paramount International Networks depuis 1999,. Au niveau mondial Bob l'éponge est depuis 2003 le dessin animé le plus regardé à la télévision devant Les Simpson[réf. nécessaire].

### Médias
Comme pour un grand nombre de séries télévisées populaires, Bob l'éponge n'échappe pas aux produits dérivés et autres médias. En 2009, à l'occasion du dixième anniversaire consacré à la série, la franchise médiatique incluant la série elle-même, serait estimée à 9 milliards $ pour la société Nickelodeon. Par ailleurs, la franchise attire aussi bien les enfants que les adultes. la franchise remporte également du succès chez les célébrités telles que LeBron James, Sigourney Weaver et Bruce Willis.
En 2013, l'Université de San Francisco découvre une nouvelle espèce de champignon marin que les étudiants baptiseront Spongiforma squarepantsii, le nom étant dérivé de Spongebob Squarepants soit « Bob l'éponge »,,,,.

## Distinctions

Premier logo de la série.

Bob l'éponge a remporté de nombreuses récompenses depuis ses débuts, comptabilisant dix-huit Annie Awards (six victoires), huit British Academy (quatre victoires), vingt-cinq Emmy Awards dont dix Primetime Emmy Awards (aucune victoire) et quinze Daytime Emmy Awards (cinq victoires), dix-sept Golden Reel Awards[Lequel ?] (8 victoires), vingt-et-un Kids' Choice Awards (vingt victoires), pour les Kids' Choice Awards portées nationales et limitées en un seul pays la série se voit à soixante-quatre récompenses dont quarante-deux trophées, deux Annecy International Animated Film Festival (une victoire), quatre Artios Awards (une victoire), trois ASCAP film and télévision Awards (trois victoires), un prix ACTRA (aucune victoire), un BMI Film and TV Award (une victoire), un Teen Choice Award (une victoire), trois TP de Oro (trois victoires), trois Television Critics Association Awards (une victoire), un Satellite Award (aucune victoire), trois Producers Guild of America Awards (aucune victoire), un Commie Award (aucune victoire), un People's Choice Awards (aucune victoire), un Young Artist Award (aucune victoire), trois Chita Rivera Awards (aucune victoire), un Drama League Award (aucune victoire), douze Drama Desk Awards (six victoires), douze Tony Awards (une victoire), un Theatre World Award (une victoire) et onze Outer Critics Circle Awards (quatre victoires). En 2025 la série compte plus de 220 récompenses, dont 117 trophées.

## Produits dérivés
De nombreux produits dérivés basés sur l'émission ont été commercialisés. Ceux-ci incluent des petits jouets dans des boites de céréales, notamment Kellogg's, des jeux vidéo aux caleçons, tongs, pyjamas, t-shirts, slis, PEZ et même radios. L'émission s'est également offerte une large quantité de produits dérivés dans des magasins américains et canadiens tels que Hot Topic, Claire's, Waldenbooks, Borders Books, Barnes & Noble, Best Buy, RadioShack, Target, Big Lots, Walmart, Shopko, Pamida, Meijer, Kmart, Sears, J. C. Penney, Kohl's, Lowe's, T.J. Maxx, Toys “R” Us et les enseignes aujourd'hui disparues de Ames et KB Toys. Bob l’éponge a été, comme tous les dessins animés à succès, très souvent adapté en jeux vidéo. En moins de dix ans, plus d’une vingtaine de titres sont sortis sur toutes les plateformes existantes, du PC au téléphone mobile en passant naturellement par les consoles de salon et les consoles portables. Si certains titres essaient de retranscrire l’ambiance et l’humour de la série, d’autres sont des adaptations d’épisodes spéciaux comme Bob l'éponge: Friture en folie sur Nintendo DS qui reprend l’univers et les personnages de La vague parfaite ou encore comme Bob l'éponge: Dessine ton héros qui est l’adaptation amusante des épisodes intitulés Le crayon magique et Frankendoodle. Jusqu'à présent seul Bob l'éponge: Super Vengeur! commercialisé sur Nintendo DS et PlayStation Portable, s'est risqué à recréer entièrement la ville de Bikini Bottom et ses environs, avec les maisons de Bob, Carlo et Patrick, le dôme de Sandy, le restaurant Crabe Croustillant et même le monde des profondeurs de Rock Bottom tiré de l'épisode culte Les bus farceurs. Bob et Patrick apparaissent également comme personnages jouables dans Sonic Racing: Crossworlds.
Différents petits jouets ont également été distribués dans certains restaurants et fast-foods comme Burger King en Europe, Wendy's en Amérique du Nord et Hungry Jack's en Australie. Un menu Happy Meal chez McDonald's proposait également des jouets Bob l'éponge durant 2008. Au Japon, plusieurs jouets Bob l'éponge étaient distribués dans le menu chez KFC,. En 2008, quelques variantes d'objets électroniques représentant le thème de Bob l'éponge ont été commercialisées par Imation sous la branche Npower, et incluent lecteurs MP3, appareils photographiques numériques, lecteurs de DVD et télévisions à écran plat. Certains jeux représentant le thème de Bob l'éponge comme le Monopoly ont également été commercialisés. Il existe également des icônes plus rares comme les planches de surf ou guitares électriques.

### DVD
| Saison | DVD                              | DVD               | DVD                |
| Saison | Zone 1                           | Zone 2            | Zone 3             |
| ------ | -------------------------------- | ----------------- | ------------------ |
| 1      | 28 octobre 2003                  | 7 novembre 2005   | 30 novembre 2006   |
| 2      | 19 octobre 2004                  | 23 octobre 2006   | 30 novembre 2006   |
| 3      | 27 septembre 2005                | 3 décembre 2007   | 8 novembre 2007    |
| 4      | 12 septembre 20069 janvier 2007  | 3 novembre 2008   | 7 novembre 2008    |
| 5      | 4 septembre 200718 novembre 2008 | 16 novembre 2009  | 2 décembre 2009    |
| 6      | 9 décembre 20097 octobre 2010    | 29 novembre 2010  | 2 octobre 2010     |
| 7      | 6 décembre 2011                  | 17 septembre 2012 | 12 septembre 2012, |
| 8      | 12 mars 2013                     | 28 octobre 2013   | 30 octobre 2013    |
| 9      | 10 octobre 2017                  | NC                | NC                 |
| 10     | 15 octobre 2019                  | NC                | NC                 |
| 11     | 31 mars 2020                     | NC                | NC                 |
| 12     | NC                               | NC                | NC                 |

### Attractions
SpongeBob SquarePants 4-D (en) se trouve dans le Six Flags Over Texas, aux États-Unis. L'attraction implique des jets d'eau, de vrais bulles et autres sensations. L'attraction de SpongeBob SquarePants 4-D a ouvert à Wisconsin Dells (Wisconsin) et a été construit en été 2007. Une autre attraction à l'effigie de la série, SpongeBob Squarepants Rock Bottom Plunge a été construite.

### Films
| Titre | Titre                                                 | Durée      | Date sortie      | Date de sortie  |
| ----- | ----------------------------------------------------- | ---------- | ---------------- | --------------- |
|       | Bob l'éponge, le film                                 | 87 minutes | 14 novembre 2004 | 9 février 2005  |
|       | Bob l'éponge, le film : Un héros sort de l'eau        | 93 minutes | 6 février 2015   | 18 février 2015 |
|       | Bob l'éponge, le film : Éponge en eaux troubles       | 95 minutes | 4 mars 2021      | 5 novembre 2020 |
|       | S.O.S Bikini Bottom : Une mission pour Sandy Écureuil | 86 minutes | 2 août 2024      | 2 août 2024     |

### Séries dérivées

#### Kamp Koral: Bob la petite éponge
Le 14 février 2019, il est annoncé que Nickelodeon travaille sur un projet de spin-off autour de l'univers de Bob l'éponge,. Le 4 juin 2019, Nickelodeon annonce la commande de 13 épisodes d'un prequel à Bob l'éponge. La série intitulée Kamp Koral s'intéressera aux vacances de Bob l'éponge à l'âge de 10 ans dans le camp de vacances du nom de Kamp Koral. Elle est diffusée à partir du 4 mars 2021 sur le service Paramount+. En France, la série débutera le 2 octobre 2021 sur Nickelodeon.

#### Patrick Super Star
Le 10 août 2020, il est rapporté qu'une nouvelle série sur Patrick Étoile intitulé Patrick Super Star (The Patrick Star Show) était en développement avec une commande de 13 épisodes. L'émission est similaire à d'autres talk-shows tels que The Larry Sanders Show. La série a été diffusée sur Nickelodeon à partir du 9 juillet 2021, et arrivera sur Paramount+ ultérieurement.